# Viola Jelagat
Ne pas confondre avec Viola Jelagat Kibiwot, autre coureuse de fond kényane.
Viola Jelagat Yator, née le 20 avril 1992, est une coureuse de fond kényane. Elle a remporté la médaille de bronze aux championnats du monde de course en montagne 2018.

## Biographie
Rejoignant l'équipe autrichienne run2gether en 2014, Viola se révèle sur la scène internationale cette année-là. Elle accompagne Lucy Wambui Murigi lors de sa première participation aux championnats du monde de course en montagne à Casette di Massa. Tandis que cette dernière décroche la médaille d'argent, Viola se classe cinquième. Elle démontre son talent pour les courses sur route en remportant aisément la victoire de la première édition de la course Bibione is surprising Run en terminant avec plus de trois minutes d'avance sur Giovanna Pizzato. En octobre, elle s'impose sur la prestigieuse course Morat-Fribourg en devançant ses compatriotes Cynthia Kosgei et Mary Wangari.
Le 10 février 2015, elle s'illustre également en cross-country sur la célèbre course Cinque Mulini. Partie dans le groupe de tête, elle voit la Portugaise Ana Dulce Félix revenir sur elle. Forçant l'allure pour ne pas se faire dépasser, les deux femmes se retrouvent en tête pour un duel serré. Viola fait la différence dans le dernier tout pour remporter la victoire. Annoncée comme grande favorite à Morat-Fribourg, elle se fait voler la vedette par la jeune Asefa Sutume qui part sur un rythme effréné mais ralentit en fin course. Viola tente de rattraper son retard mais termine deux minutes derrière.
Le 15 mai 2016, elle court aux côtés d'Helen Tola au BIG 25 Berlin. Prenant l'ascendant après dix kilomètres, elle est ensuite victime de crampes d'estomac mais tient bon pour remporter la victoire en 1 h 26 min 0 s. Le 21 août, elle domine le semi-marathon Kärten Läuft et s'impose avec près de six minutes d'avance sur sa compatriote Lucy Wambui Murigi. En fin d'année, elle fait ses débuts en marathon et termine troisième à Dublin. En décembre, elle prend les commandes du groupe de tête lors du marathon de Singapour avant de se faire doubler par sa compatriote Rebecca Chesir. Courant dans ses talons, elle ne parvient pas à la doubler et termine deuxième une minute derrière.
Le 22 octobre 2017, elle réussit une excellente course pour s'imposer au marathon Vert de Rennes en 2 h 26 min 51 s, établissant un nouveau record du parcours ainsi que sa meilleure marque personnelle.
Le 18 septembre 2018, elle fait son retour aux championnats du monde de course en montagne à Canillo. Tandis que Lucy Wambui Murigi prend les commandes pour défendre avec succès son titre, Viola la suit pour assurer le podium. Elle voit cependant la championne d'Europe Maude Mathys s'insérer entre les deux Kényannes pour décrocher l'argent. Viola termine sur la troisième marche du podium. Grâce à Joyce Njeruor treizième, l'équipe kényanne décroche pour la première fois la médaille d'or au classement par équipes. En octobre, elle s'impose au semi-marathon de Turin en 1 h 12 min 8 s, huit secondes devant sa compatriote Caroline Cherono.

## Palmarès

### Route
| Année | Compétition                       | Lieu              | Place | Épreuve          | Temps           |
| ----- | --------------------------------- | ----------------- | ----- | ---------------- | --------------- |
| 2013  | Semi-marathon de Porto            | Porto             | 2e    | Semi-marathon    | 1 h 12 min 41 s |
| 2013  | Semi-marathon de Kuala Lumpur     | Kuala Lumpur      | 3e    | Semi-marathon    | 1 h 19 min 27 s |
| 2014  | Bibione is surprising Run         | Bibione           | 1re   | 10 miles         | 54 min 25 s     |
| 2014  | Morat-Fribourg                    | Fribourg          | 1re   | Course populaire | 59 min 54 s     |
| 2015  | Corrida di San Geminiano          | Modène            | 1re   | Course populaire | 44 min 17 s     |
| 2015  | Cinque Mulini                     | San Vittore Olona | 1re   | Cross-country    | 24 min 40 s     |
| 2015  | Semi-marathon de České Budějovice | České Budějovice  | 2e    | Semi-marathon    | 1 h 14 min 38 s |
| 2015  | Morat-Fribourg                    | Fribourg          | 2e    | Course populaire | 1 h 1 min 26 s  |
| 2016  | Corrida di San Geminiano          | Modène            | 2e    | Course populaire | 44 min 8 s      |
| 2016  | Stramilano                        | Milan             | 2e    | Semi-marathon    | 1 h 11 min 3 s  |
| 2016  | BIG 25 Berlin                     | Berlin            | 1re   | 25 kilomètres    | 1 h 26 min 0 s  |
| 2016  | Kärnten Läuft                     | Klagenfurt        | 1re   | Semi-marathon    | 1 h 12 min 24 s |
| 2016  | Marathon de Dublin                | Dublin            | 3e    | Marathon         | 2 h 35 min 3 s  |
| 2016  | Marathon de Singapour             | Singapour         | 2e    | Marathon         | 2 h 44 min 28 s |
| 2017  | Orlen Warsaw Marathon             | Varsovie          | 3e    | Marathon         | 2 h 30 min 3 s  |
| 2017  | Marathon Vert de Rennes           | Rennes            | 1re   | Marathon         | 2 h 26 min 51 s |
| 2018  | Semi-marathon de Turin            | Turin             | 1re   | Semi-marathon    | 1 h 12 min 0 s  |
| 2019  | Marathon de Florence              | Florence          | 7e    | Marathon         | 2 h 36 min 0 s  |

### Course en montagne
| no | féminin            | Course                                      | Longueur | Départ            | Temps          |
| -- | ------------------ | ------------------------------------------- | -------- | ----------------- | -------------- |
| 5e | 5e                 | Championnats du monde de course en montagne | 9 km     | 14 septembre 2014 | 49 min 1 s     |
| 3e | Médaille de bronze | Championnats du monde de course en montagne | 11,9 km  | 18 septembre 2018 | 1 h 6 min 26 s |

## Records
| Épreuve       | Performance    | Date              | Lieu      |
| ------------- | -------------- | ----------------- | --------- |
| 5 000 mètres  | 16 min 32 s 1  | 27 avril 2016     | Nairobi   |
| 10 000 mètres | 34 min 48 s 0  | 11 mai 2017       | Nairobi   |
| 5 kilomètres  | 15 min 41 s    | 31 mai 2015       | Vienne    |
| 10 kilomètres | 32 min 37 s    | 5 septembre 2015  | Prague    |
| 10 miles      | 54 min 24 s    | 27 septembre 2014 | Bibione   |
| Semi-marathon | 1 h 9 min 27 s | 3 mai 2015        | Plaisance |
| Marathon      | 2 h 30 min 3 s | 23 avril 2017     | Varsovie  |